# بروجن
بُروجِن مرکز شهرستان بروجن و دومین شهر بزرگ استان چهارمحال و بختیاری است. ارتفاع این شهرستان از سطح دریا، ۲۲۲۸ متر است.
مهم ترین جاذبه گردشگری این شهر سیاسرد است.

## تاریخچه
تاریخ دقیقِ اسکان در مکان کنونی شهر بروجن مشخص نیست، هرچند قدیمی‌ترین تاریخِ موردِ استناد برای بروجن را می‌توان بر اساسِ سنگ مزاری که چندی پیش در این شهرستان با تاریخِ فوتِ متوفی به سنه ۱۰۰۴ هجری قمری (۹۷۴ هجری شمسی) یافت شده محاسبه کرد.
به نوشتهٔ محمدحسن خان اعتمادالسلطنه در کتاب مرآة البلدان در زمان ناصرالدین شاه قاجار قریهٔ بروجن، تُیولِ حسین‌قلی‌خان ایلخانی به‌شمار می‌آمد و وی قدری از اراضی آن را خریده بود. جمعیتِ بروجن در آن دوره به هزار خانوار می‌رسید و سه مسجد و سه رشته قنات داشت، مالیات آن ۹۳۰ تومان بود و هر سال دویست خروار بذرافشان داشت.

## وجه تسمیه
در مورد وجه تسمیه شهر بروجن نظرات متفاوتی وجود دارد:
- «اورجی» وجه تسمیه دیگری است که «جی» را یکی از محال اسپاهان، صفاهان و اصفهان به معنی صاحب مردان نیک و پاک نام برده‌اند و «اور» به معنی سرزمین و شهر (که حداقل ۲۵۰۰سال قبل از میلاد) بر بسیاری از شهرها و روستاهای ایران گفته می‌شده‌است، همچنین عده ای بر این باورند نیاکان بروجنیها از روستایی در منطقه بارز و شوارز لردگان به نام اوره به این منطقه مهاجرت نمودند که پس از مدتی به اورجسته سپس اورجن و در نهایت به بروجن تغییر نام یافت.[۸]
- عده‌ای دیگر چنین اظهار نموده‌اند که شهر اولیه در این محل به وسیله برج و باروهایی محصور بوده و به علت کثرت برجهای آن به نام بروجن یعنی دارنده برج‌های فراوان نامیده‌اند.[۹]
- بر اساس قبور سنگچین موجود در منطقه مرجن (معرب شده مرگان به معنای محل تدفین مردگان) در شمال بروجن، سابقه زندگی عشایری در این منطقه به زمان اشکانی بر می‌گردد. کلمه اورجن معرب کلمه اوره گان به معنای سکونتگاهی است که در کنار آب راه شکل گرفته‌است. وجود آب راهی قدیمی که بافت تاریخی شهر در کنار آن شکل گرفت تصدیق کننده این موضوع است.

## جمعیت
رشد جمعیت بروجن پس از انقلاب مشروطه و از دهه‌های سوم و چهارم قرن چهاردهم آغاز شده و با توجه به موقعیت جغرافیایی آن که در محدوده تلاقی سه استان فارس، اصفهان و چهارمحال و بختیاری و دو ایل بزرگ قشقایی و بختیاری قرار گرفته به همین خاطر از زمینه بسیار مناسبی برای توسعه برخوردار است.
بر پایه سرشماری عمومی نفوس و مسکن در سال ۱۳۹۰ جمعیت این شهر ۵۲٬۶۹۴ نفر (در ۱۴٬۸۵۸ خانوار) و بر پایه سرشماری عمومی نفوس و مسکن در سال ۱۳۹۵ جمعیت این شهر ۵۷٬۷۰۱ نفر (در ۱۷٬۲۲۸ خانوار) بوده‌است.

## افراد سرشناس
استاد بهمن بروجنی نقاش ایرانی
استاد بهمن رافعی شاعر
دکتر ابوالقاسم بختیار اولین پزشک جراح ایرانی
بهنام بهزادی کارگردان 
دکتر منصور میرزاکوچکی  سیاستمدار
دکتر ابراهیم واحدیان بروجنی فیزیک‌دان
حیدرعلی طالب‌پور شاعر 
گلاره عباسی بازیگر 
ملک‌محمد مسعودی خواننده سنتی 
دکتر  میرزا مهدی شارق شاعر 
حسین نورشرق خواننده 

## آب و هوا
ارتفاع این شهر از سطح متوسط دریا ۲۲۲۸ متر است. از لحاظ اقلیمی دارای شرایط نیمه مرطوب با تابستان معتدل و زمستان بسیار سرد می‌باشد. تعداد روزهای یخبندان در حدود ۱۲۲ روز در سال می‌باشد. حداقل مطلق دمای این ایستگاه به ۳۶- درجه می‌رسد و حداکثر مطلق دمای مشاهد شده به ۳۶ درجه سانتیگراد بالغ گردیده‌است. بارش سالانه این ایستگاه به‌طور متوسط به ۳۶۰ میلی‌متر بالغ می‌گردد و دارای دو فصل خشک و مرطوب است. فصل خشک آن از خرداد تا شهریور ادامه دارد و فصل مرطوب آن از مهر ماه آغاز و تا اردیبهشت ادامه دارد. در مجموع بارش فصل زمستان به ۴۴ درصد و پاییز به ۳۲ درصد و بهار به ۲۴ درصد می‌رسد و تابستان ۱ درصد بارش را داراست.
بروجن یکی از مرتفع‌ترین شهرهای کشور است که این خصیصه بروجن را از جهت محیط زیست حیوانی و گیاهی بسیار غنی و پر جاذبه نموده‌است.
چشمه سیاسرد، تالاب چغاخور و تالاب گندمان از جاذبه‌های گردشگری این مناطق به‌شمار می‌آید.
| آب و هوای بروجن                                          | آب و هوای بروجن | آب و هوای بروجن | آب و هوای بروجن | آب و هوای بروجن | آب و هوای بروجن | آب و هوای بروجن | آب و هوای بروجن | آب و هوای بروجن | آب و هوای بروجن | آب و هوای بروجن | آب و هوای بروجن | آب و هوای بروجن | آب و هوای بروجن |
|                                                          | ژانویه          | فوریه           | مارس            | آوریل           | مـــــه         | ژوئـن           | ژوئیـه          | اوت             | سپتامبر         | اکتبـر          | نوامبر          | دسامبر          | سـال            |
| -------------------------------------------------------- | --------------- | --------------- | --------------- | --------------- | --------------- | --------------- | --------------- | --------------- | --------------- | --------------- | --------------- | --------------- | --------------- |
| گرم‌ترین C°                                               | ۱۲٫۰            | ۱۵٫۰            | ۲۰٫۰            | ۲۳٫۰            | ۲۹٫۰            | ۳۰٫۰            | ۳۵٫۰            | ۳۵٫۰            | ۳۱٫۰            | ۲۶٫۰            | ۱۸٫۰            | ۱۱٫۰            | ۱۹٫۹            |
| میانگین گرم‌ترین‌ها C°                                     | ۱۲٫۰            | ۱۵٫۰            | ۲۰٫۰            | ۲۳٫۰            | ۲۹٫۰            | ۳۰٫۰            | ۳۵٫۰            | ۳۵٫۰            | ۳۱٫۰            | ۲۶٫۰            | ۱۸٫۰            | ۱۱٫۰            | ۱۹٫۹            |
| میانگین سردترین‌ها C°                                     | -۱۴٫۰           | -۸٫۰            | -۷٫۰            | -۳٫۰            | ۲٫۰             | ۵٫۰             | ۱۱٫۰            | ۷٫۰             | ۲٫۰             | ۱٫۰             | -۶٫۰            | -۱۴٫۰           | ۱٫۱             |
| سردترین C°                                               | -۱۴٫۰           | -۸٫۰            | -۷٫۰            | -۳٫۰            | ۲٫۰             | ۵٫۰             | ۱۱٫۰            | ۷٫۰             | ۲٫۰             | ۱٫۰             | -۶٫۰            | -۱۴٫۰           |                 |
| منبع: وبگاه اداره هواشناسی چهار محال و بختیاری ۸ مهٔ ۲۰۱۱ |                 |                 |                 |                 |                 |                 |                 |                 |                 |                 |                 |                 |                 |

## زبان
اهالی بروجن اغلب به زبان فارسی با گویش چهارمحالی و ترکی قشقایی تکلم می‌کنند.

### عشایر
بروجن جز مناطق ییلاقی طوایف ایل قشقایی از جمله طایفه بزرگ دره‌شوری است.

## رودخانه‌ها
رود چغاخور و سرشاخه‌های رود کارون به نام‌های آق بُلاغ و سولْکان و آب وَنْک در آن جریان دارد و زمین‌های مزروعیش عمدتاً با قنات‌های متعدد آبیاری می‌شود.

## فرهنگ و هنر
بنیانگذار فرهنگ بروجن را می‌توان مرحوم شهاب‌السلطنه (غلامحسین خان حاجی ایلخانی پسر دوم امامقلی خان حاجی ایلخانی و رئیس ایل بختیاری) نامید. او در سال ۱۲۷۴ مدرسه‌ای وسیع با مرکز کاردستی تأسیس کرد که قبل از آن حتی در اصفهان چنین مدرسه‌ای نبود. در این مدرسه از استادان به‌نامی چون شیخ محمدطاهر نطنزی (مدیر) و سید میرحسین مجدالادباء و میرزاعبدالرحیم خان شیرازی، میرزاسیف الله خان (معروف به تیمسار) و یک معلم زبان انگلیسی که بلژیکی بود، استفاده شده و کلیه دروس فارسی و انگلیسی و برخی فنون و مهارت‌ها در این دارالفنون کوچک تدریس می‌شد. مخارج این مدرسه را شخص شهاب‌السلطنه پرداخت می‌نمود. پس از ۲۹ سال این دبستان منحل و بعدها امیرقلی اشراقی در منزل خود دبستانی به نام دبستان ملی تأسیس کرد و چندین سال این مدرسه دایر تا اینکه در سال ۱۳۰۹ به دستور وزیر فرهنگ وقت یک ساختمان سه کلاسه در بروجن ساخته شد. بعدها مردم این مدرسه را جمال‌الدین نام نهادند. این همت‌ها و تلاش افرادی چون ملاذوالفقار باعث گردید بروجن به شهری با سطح علمی بالا و تربیت پزشکان و متخصصان عالی‌رتبه دست یابد و هم‌اکنون نیز فارغ‌التحصیلان مدارس بروجن در خارج از استان و کشور به عنوان استادان طراز اول مشغول خدمت هستند. علاوه بر آن در زمینه شعر و هنر نیز سرآمد بوده و از شعرا و استادان بنامی برخوردار است.

## محله
محله‌های قدیم و جدید
| - اردوبار - پاسداران - پایین - تولا کاردونی (باغ ملی) - شهید رجایی - الهیه | - چهارصد دستگاه - سنگ سلف - دانشسرا - شهید باهنر - پل بهلول | - طوس - کاروان (قلعه نجاری) - کوی امام - کوی فرهنگیان - حسن‌آباد | - گودال سیاسرد - محله نو (ظلم آباد) - مکتب خانه - مصلی - فاطمیه - عطاکُله (صادقیه) |

تختی (جنوبی)
تختی (شمالی)

## جاذبه‌های گردشگری
| - چشمه سیاسرد (بروجن، ۵ کیلومتر) - پل تاریخی مصلی - تالاب چغاخور (بلداجی، ۴۰ کیلومتر) - تالاب گندمان (گندمان، ۲۳ کیلومتر) - پارک ملت بروجن - امامزاده حمزه علی بلداجی - آبشار کرودیکن منطقه کلار تنگ زندان بروجن |

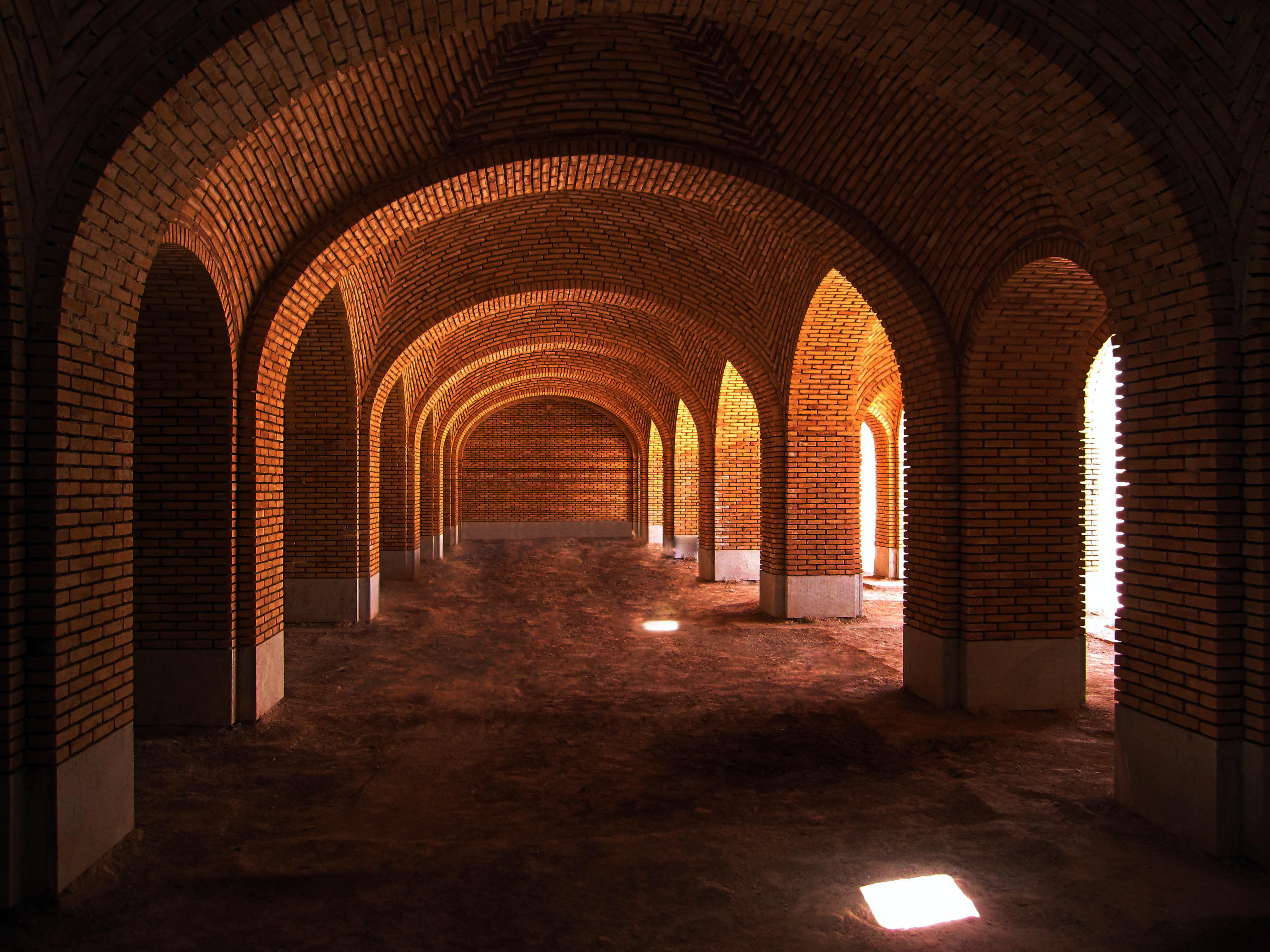
نمایی از پل تاریخی مصلی

## مراکز آموزشی و دانشگاهی
- دانشگاه پیام نور مرکز بروجن(دکتر بزرگمهر)
- دانشگاه آزاد اسلامی واحد بروجن (دکتر کیوانی)
- دانشکده پرستاری پزشکی بروجن
- دانشکده فنی و حرفه‌ای پسران
- آموزشکده فنی و حرفه ای دختران بروجن

## صنایع دستی
قالی‌های پشم یلمه‌ای بروجن بسیار مشهور است. در گذشته نیز گیوه این شهرستان شهرت کشوری داشته‌است. از دیگر صنایع دستی قدیمی آن نمدمالی است. همچنین یکی از شغل‌های مربوط به گیوه تخت کشی می‌باشد. یکی از تخت کشی‌های حرفه ای و معروف بروجن صفر علی راستی می‌باشد.